# Stéphanie Bannwart
Stéphanie Bannwart (ur. 11 stycznia 1991) – szwajcarska siatkarka grająca jako rozgrywająca. Obecnie występuje w drużynie Sm’Aesch Pfeffingen.